# Хвороба Рандю — Ослера
Хвороба Рандю-Ослера (спадкова геморагічна телеангіектазія, Хвороба Рандю-Ослера-Вебера, англ. hereditary hemorrhagic telangiectasia) — спадкове захворювання, в основі якого лежить неповноцінність судинного ендотелію, в результаті чого утворюються множинні ангіоми та телеангіектазії (розширення кровоносних судин), які кровоточать та розташовуються на різних ділянках шкіри та слизових оболонках губ, рота.

## Етимологія
Названа на честь сера Вільяма Ослера та Анрі Рандю, які описали її наприкінці XIX — початку XX віку.

## Ознаки хвороби

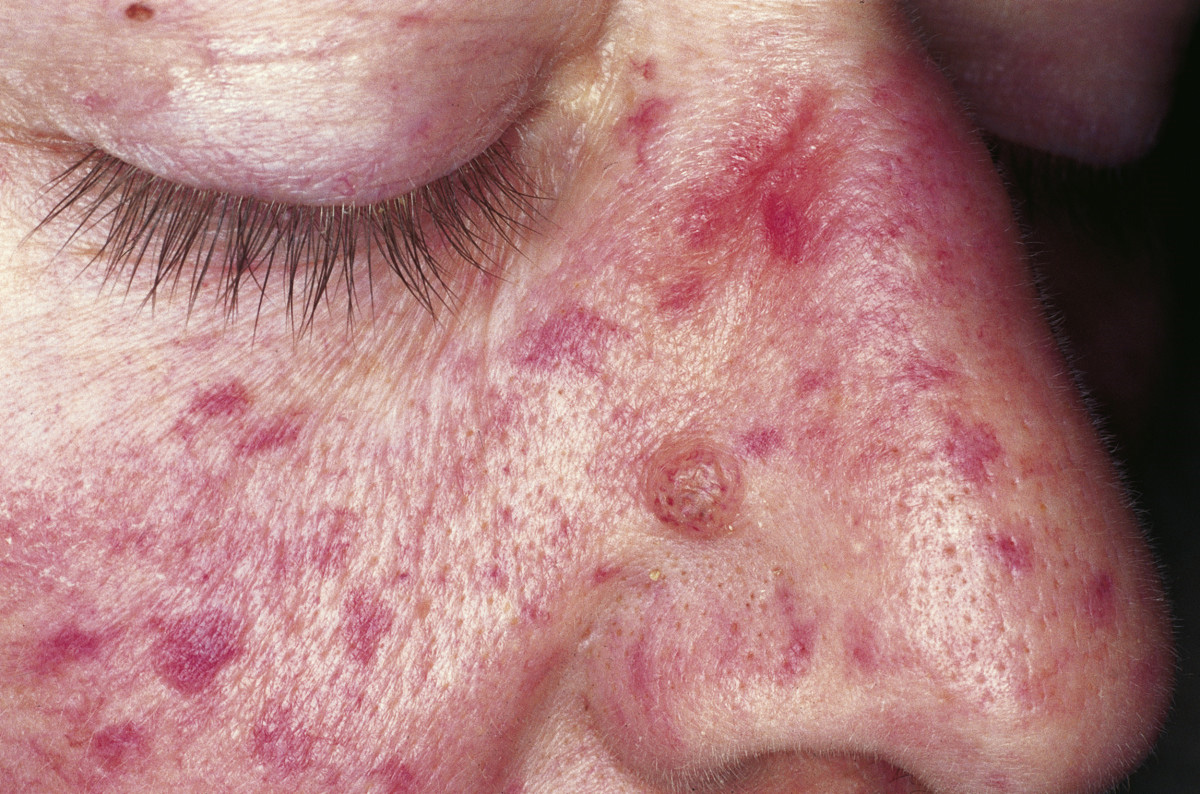
Телеангіоектазії на спинці носа

Іноді головним симптомом хвороби можуть бути носові або шлунково-кишкові кровотечі, які настають самостійно або при незначних пошкодженнях. При частому їхньому повторенні може розвинутися залізодефіцитна анемія.
Діагноз нескладний, якщо при огляді слизової губ, язика, носа вдається виявити характерне розширення судин. При інших локалізаціях телеангіектазій для їхнього виявлення доводиться застосовувати ларингоезофагогастроскопію.

## Лікування
Спрямоване на місцеву зупинку кровотечі, при необхідності проводять переливання крові (гемотрансфузії) та призначають препарати заліза. Використовують також кріотерапію. Іноді — хірургічне лікування.